# Paul Pfeiffer
Paul Pfeiffer (Elberfeld, 21 aprile 1875 – Bonn, 4 marzo 1951) è stato un chimico tedesco.
Ha conseguito il dottorato di ricerca presso l'Università di Zurigo, studiando sotto Alfred Werner. La sua tesi, presentata nel 1898, trattava degli addotti degli alogenuri di stagno. Pfeiffer era considerato l'allievo di maggior successo di Werner e divenne presto suo assistente. Il lavoro di Pfeiffer abbracciava molti temi. L'effetto Pfeiffer, che coinvolge le interazioni tra i soluti chirali, prende il nome dalle sue scoperte.